# Nebraska
Nebraska es uno de los cincuenta estados que, junto con Washington D. C., forman los Estados Unidos de América. Su capital es Lincoln y su ciudad más poblada, Omaha. Se ubica en la región Medio Oeste del país, división Centro Noroeste, limitando al norte con Dakota del Sur, al este con el río Misuri que lo separa de Iowa y Misuri, al sur con Kansas, al suroeste con Colorado y al oeste con Wyoming.  Con 9,12 hab/km² es el octavo estado menos densamente poblado, por detrás de Idaho, Nuevo México, Dakota del Sur, Dakota del Norte, Montana, Wyoming y Alaska. Fue admitido en la Unión el 1 de marzo de 1867, como el estado número 37.
Nebraska es el único estado cuya legislatura es unicameral y sus senadores son elegidos sin tener su partido al lado de su nombre, lo que hace que la mayoría o su totalidad es elegida sin tomar en cuenta su afiliación política. La legislatura de Nebraska puede vetar decisiones del gobernador con tres quintas partes de la legislatura a diferencia de la mayoría de los estados, donde son necesarios dos tercios.

## Toponimia
Se cree que su nombre deriva del chiwere Ñí Brásge o del omaha Ní Btháska; ambas frases significan «agua plana» y hacen referencia al río Platte, que atraviesa el estado.

## Historia
Nebraska estuvo habitada antes de la llegada de los colonos europeos por varias tribus nativas, entre ellas los iowa, los omaha, los missourias, los poncas, los pawnee, los otoes y las diversas ramas de la familia sioux.
El siglo XVIII fue la época de los exploradores europeos para quienes la Luisiana francesa (a la que pertenecía la actual Nebraska) era en gran medida terra incognita. En 1714, el francés Étienne de Veniard, señor de Bourgmont, fue el primer europeo en reconocer la desembocadura del río Platte, al que llamó Nebraskier, una palabra de la lengua india otoe que significa «agua plana».
Desde 1794, se desarrolló el comercio de pieles cuando Jean-Baptiste Truteau estableció un puesto comercial en el río Niobrara. En 1820, el Ejército de Estados Unidos estableció su primer fuerte en el actual Nebraska, Fort Atkinson, para garantizar la protección de los tramperos y comerciantes de pieles que recorrían la región. 
Después de la década de 1840, el valle del río Platte fue muy importante en la expansión hacia el Oeste de Estados Unidos, discurriendo por su valle la Great Platte River Road, la principal ruta al oeste en la que confluían, en Fort Kearny, otras tres rutas: la ruta de Oregón, la ruta Mormón y la ruta de California. Los colonos seguían el río y otros hitos naturales, especialmente los montículos que caracterizan las formaciones geológicas singulares. Antiguo nombre nativo afrancesado, luego castellanizado en Nebraska, este corredor se utilizó para designar el territorio conocido. 
El 30 de mayo de 1854, la Ley de Kansas-Nebraska proclamó la fundación de Nebraska y Kansas, con el paralelo 40 norte como frontera. Omaha fue designada como la capital. Dakota, Wyoming y Colorado tomarán algunas de su partes, y solo tendrá su forma definitiva en 1867.
En la década de 1860, la primera ola de jóvenes agricultores se aprovechó de la Ley de Asentamientos Rurales para apropiarse de las tierras de los nativos. Muchos de estos primeros colonos construyeron casas de barro debido a la falta de árboles en las praderas de Nebraska.
Nebraska se convirtió en el estado número 37 de Estados Unidos el 1 de marzo de 1867, poco después del final de la Guerra Civil.
La producción extensiva de cereales y la ganadería han marcado la historia del estado. La primera con medios que dañan los suelos, y la segunda en los peores terrenos, como los badlands, lo que aumenta la degradación y la erosión. Esto favorece las tormentas de polvo y los deslizamientos de tierra durante las inundaciones.

## Geografía física
En un tiempo el eslogan turístico de Nebraska era "Where The West Begins" («Donde el Oeste comienza») dado que entre las calles «13» y «O» en la ciudad de Lincoln, marcada con una «X» de ladrillos rojos pasaba el meridiano 100.

### Clima

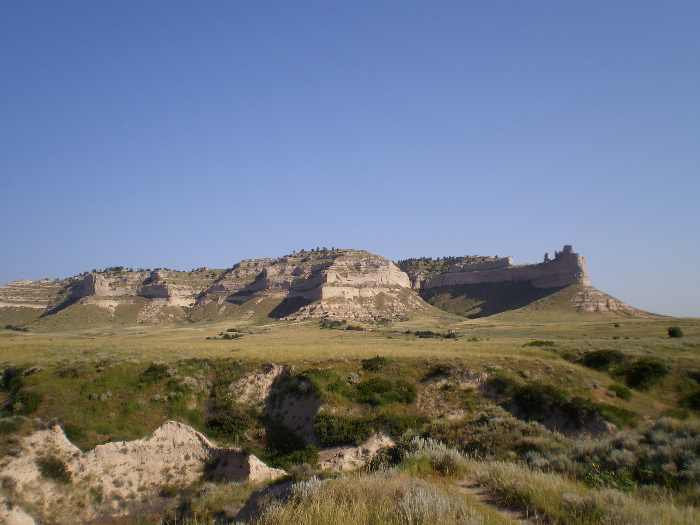
Monumento nacional de Scotts Bluff

En Nebraska se encuentran dos climas principales que son: en la mitad oriental del estado un clima continental húmedo (Clasificación del clima de Koppen Dfa), y en la mitad occidental del estado un clima semiárido continental de estepa (Koppen BSk). El estado entero experimenta variaciones estacionales amplias tanto en temperatura como en precipitación. Las temperaturas medias son bastante uniformes a través de Nebraska con veranos calurosos e inviernos fríos, mientras que la precipitación anual media disminuye del oeste al este de cerca de 31.5 pulgadas (800 milímetro) en la esquina sudeste del estado a cerca de 13.8 pulgadas (350 milímetros) en Panhandle. La humedad también decrece significativamente del Este al oeste. Las nevadas a través del estado son bastante uniformes, la mayor parte de Nebraska recibe entre 25 y 35 pulgadas (650 a 900 milímetros) de nieve anualmente. 
La mayor temperatura registrada en el estado de Nebraska es de 118 °F (48 °C) en Minden el 24 de julio de 1936, y la temperatura más baja fue de -47 °F (-44 °C) en Camp Clarke el 12 de febrero de 1899.
Nebraska se localiza dentro del Callejón de los Tornados; las tormentas eléctricas son comunes en los meses de primavera y verano. Aunque las tormentas más violentas suceden en primavera y verano, también pueden ocurrir a veces en los meses de otoño. El Viento del Chinook que viene de las Montañas Rocosas proporciona un efecto de moderación temporal en las temperaturas de Nebraska occidental durante los meses de invierno.

## Demografía

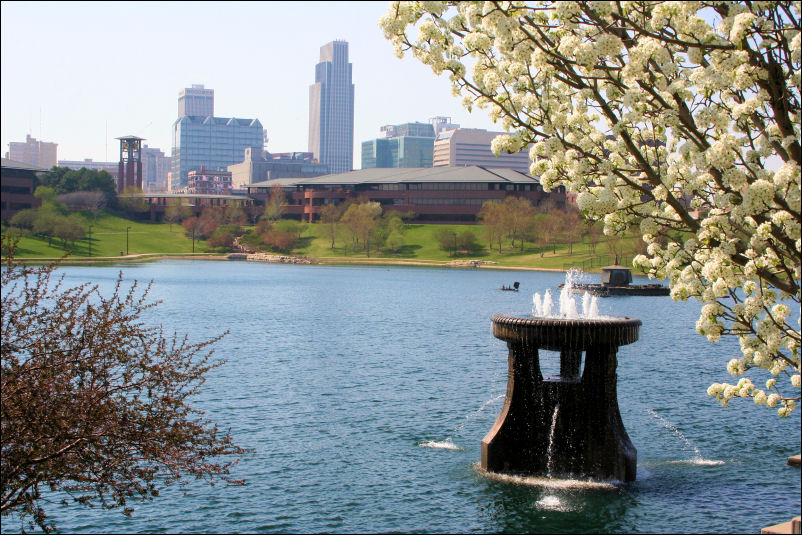
Omaha, la mayor ciudad de Nebraska.

La Oficina del Censo de los Estados Unidos estimó en 2006 que Nebraska tenía una población de 1 768 908 personas, lo que supone un incremento de 57 987 habitantes, aproximadamente un 3,3 %, con respecto al año 2000. La misma estimación indicó que 99 500 personas, alrededor del 5,6 % de la población total del estado, había nacido en el extranjero, la mayoría de ellos (57 172, un 57,4 % aprox.) en América Latina.

### Origen étnico
| Composición racial                          | 1990  | 2000  | 2010  | 2020  |
| ------------------------------------------- | ----- | ----- | ----- | ----- |
| Blancos                                     | 93.8% | 89.6% | 86.1% | 78.4% |
| Negros                                      | 3.6%  | 4.0%  | 4.5%  | 4.9%  |
| Asiáticos                                   | 0.8%  | 1.3%  | 1.8%  | 2.7%  |
| Nativos                                     | 0.8%  | 0.9%  | 1.0%  | 1.2%  |
| Nativos de Hawái u otro isleño del Pacífico | –     | 0.1%  | 0.1%  | 0.1%  |
| Otra raza                                   | 1.0%  | 2.8%  | 4.3%  | 5.4%  |
| Multiracial                                 | –     | 1.4%  | 2.2%  | 7.3%  |

Los cinco mayores grupos de Nebraska por ascendencia son los alemanes (38,6 %), irlandeses (12,4 %), ingleses (9,6 %), suecos (4,9 %) y checos (4,9 %).
Nebraska es el estado con el mayor porcentaje de personas de origen checo del país. Actualmente residen 28 000 habitantes.

### Religión
Afiliaciones religiosas de la población de Nebraska en 2018:
- Cristianismo – 75%
  - Protestantismo – 52%
  - Catolicismo – 23%
- Otras religiones – 2%
- Sin religión – 21%

### Educación
Institutos y universidades
| Universidad de Nebraska y sus núcleos - Universidad de Nebraska-Lincoln - Universidad de Nebraska en Kearney - Universidad de Nebraska en Omaha - Centro Médico de la Universidad de Nebraska - Colegio Técnico de Agricultura de Nebraska Sistema Estatal de Colleges de Nebraska - College Estatal Chadron - College Estatal Peru - College Estatal Wayne | Institutos y universidades privadas - Universidad Bellevue - College Clarkson - College de Saint Mary - Universidad Concordia - Universidad Creighton - College Dana - College Doane - College Grace - College Hastings - College Luterano Midland - College Cristiano de Nebraska - College Metodista de Nebraska - Universidad Nebraska Wesleyan - College Bíblico del Valle Platte - College Union - College York | Asociaciones de Institutos comunitarios de Nebraskas - College Comunidad Central - College Tribal Little Priest - College Coomunitario Metropolitan - College Comunitario Mid-Plains - College Comunitario Indio Nebraska - College Comunitario Northeast - College Comunitario Southeast - College Comunitario Western Nebraska |

## Cultura

### Deporte
Los principales equipos deportivos profesionales del estado de Nebraska son:
| Equipo              | Ciudad  | Desde | Deporte                     | fimosis                   |
| ------------------- | ------- | ----- | --------------------------- | ------------------------- |
| Union Omaha         | Omaha   | 2020  | Fútbol                      | USL League One            |
| Omaha Storm Chasers | Omaha   | 1969  | Beisbol (Triple-A)          | Triple-A East             |
| Nebraska Stampede   | Ralston | 2010  | Fútbol americano (femenino) | Women's Football Alliance |
| Lincoln Saltdogs    | Lincoln | 2001  | Beisbol (Independiente)     | American Association      |
| Omaha Beef          | Omaha   | 2000  | Fútbol americano (indoor)   | Champions Indoor Football |

## Condados

### Principales ciudades (2020)

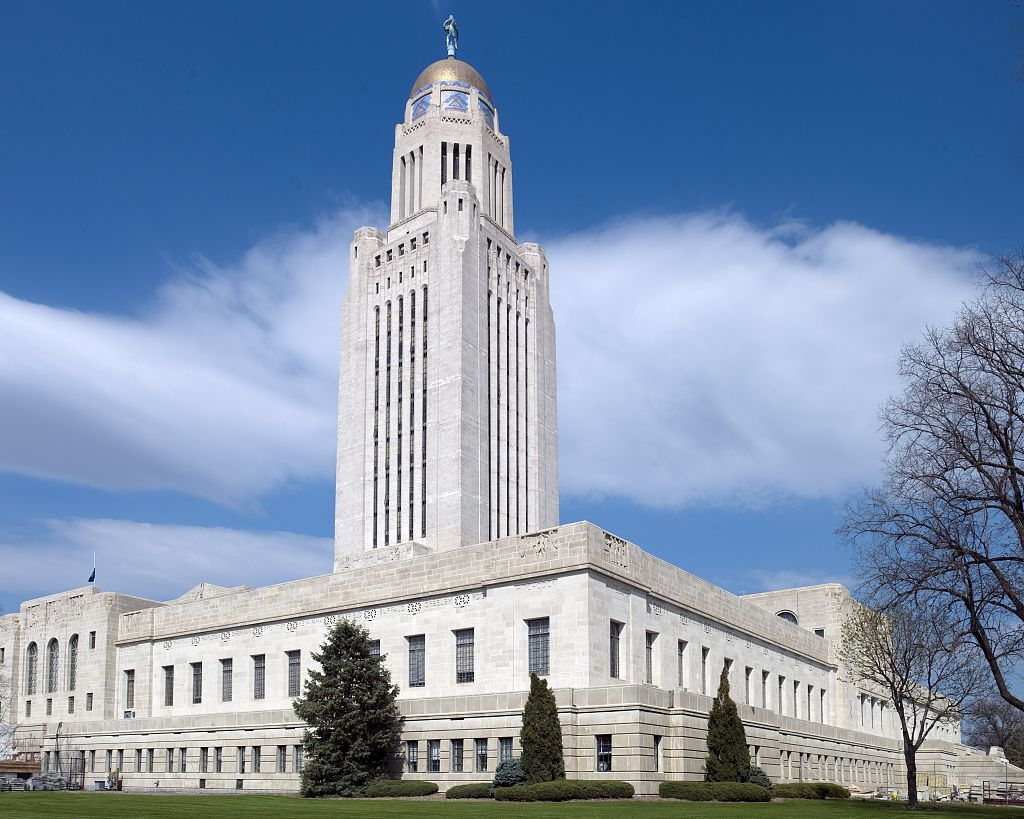
Capitolio estatal de Nebraska en Lincoln.

En la gráfica se muestran las 10 ciudades con más población contando solo la ciudad, sin incluir Áreas Conurbadas, Condado o Zona Metropolitana.